# Lijst van rijksmonumenten in Oud-Zuilen
De plaats Oud-Zuilen telt 31 inschrijvingen in het rijksmonumentenregister. Hieronder een overzicht.
| Object                                                                                      | Oorspronkelijke functie?  | Bouwjaar                              | Architect                                                                              | Locatie                | Coördinaten?                | Nr.?   | Afbeelding                                                    |
| ------------------------------------------------------------------------------------------- | ------------------------- | ------------------------------------- | -------------------------------------------------------------------------------------- | ---------------------- | --------------------------- | ------ | ------------------------------------------------------------- |
| Vecht en Dijk                                                                               | Woonhuis                  |                                       |                                                                                        | Dorpsstraat 21         | 52° 7' 42" NB, 5° 4' 10" OL | 26472  | Meer afbeeldingen                                             |
| Hervormde kerk                                                                              | Kerk en kerkonderdeel     | 1848, met oudere delen                |                                                                                        | Dorpsstraat 10         | 52° 7' 37" NB, 5° 4' 17" OL | 26473  | Meer afbeeldingen                                             |
| Dwarshuisboerderij oorspronkelijk horend bij Slot Zuylen, rechthuis                         | Gerechtsgebouw            | 17e eeuw, nadien veelvuldig gewijzigd |                                                                                        | Dorpsstraat 12         | 52° 7' 38" NB, 5° 4' 15" OL | 26474  | Meer afbeeldingen                                             |
| Swaenenvecht, 17e-eeuwse deel                                                               | Woonhuis (pastorie)       | 17e eeuw                              |                                                                                        | Dorpsstraat 16         | 52° 7' 39" NB, 5° 4' 14" OL | 26475  | Meer afbeeldingen                                             |
| Zuylenburgh                                                                                 | Woonhuis                  | 18e eeuw                              |                                                                                        | Dorpsstraat 18         | 52° 7' 39" NB, 5° 4' 14" OL | 26476  | Meer afbeeldingen                                             |
| Woonhuisblok samen met nr. 22                                                               | Woonhuis                  | 18e eeuw                              |                                                                                        | Dorpsstraat 20         | 52° 7' 40" NB, 5° 4' 13" OL | 26477  | Meer afbeeldingen                                             |
| Woonhuisblok samen met nr. 20                                                               | Woonhuis                  | 18e eeuw                              |                                                                                        | Dorpsstraat 22         | 52° 7' 40" NB, 5° 4' 13" OL | 26478  | Meer afbeeldingen                                             |
| Zuylenveld                                                                                  | Kasteel, buitenplaats     | 18e eeuw laat                         |                                                                                        | Laan van Zuilenveld 54 | 52° 7' 44" NB, 5° 4' 7" OL  | 26479  | Meer afbeeldingen                                             |
| Westbroekse Molen                                                                           | Industrie- en poldermolen | 1753                                  |                                                                                        | Nedereindsevaart 3     | 52° 8' 3" NB, 5° 3' 55" OL  | 26480  | Meer afbeeldingen                                             |
| Buitenwegse Molen                                                                           | Industrie- en poldermolen | 1830 (vermoed)                        |                                                                                        | Nedereindsevaart 2     | 52° 8' 2" NB, 5° 3' 57" OL  | 26481  | Meer afbeeldingen                                             |
| Begraafplaats Oud-Zuilen                                                                    | Begraafplaats en -onderdl | 1781 (gesticht)                       | Willem René van Tuyll van Serooskerken (stichter)                                      | Groeneweg tegenover 10 | 52° 7' 58" NB, 5° 4' 4" OL  | 384277 | Meer afbeeldingen                                             |
| Slot Zuylen, hoofdgebouw                                                                    | Kasteel, buitenplaats     | 1510-1522, 1752 verbouwd              | mogelijk Rombout II Keldermans                                                         | Tournooiveld 1         | 52° 7' 38" NB, 5° 4' 23" OL | 519611 | Slot Zuylen, hoofdgebouw                                      |
| Slot Zuylen, historische tuin- en parkaanleg                                                | Tuin, park en plantsoen   | 1841 deels                            | deels J.D. Zocher jr.                                                                  | Tournooiveld bij 1     | 52° 7' 41" NB, 5° 4' 21" OL | 519612 | Slot Zuylen, historische tuin- en parkaanleg                  |
| Slot Zuylen, brug                                                                           | Tuin, park en plantsoen   |                                       |                                                                                        | Tournooiveld bij 1     | 52° 7' 37" NB, 5° 4' 24" OL | 519615 | Slot Zuylen, brug                                             |
| Slot Zuylen, kademuur                                                                       | Bijgebouwen kastelen enz. |                                       |                                                                                        | Tournooiveld bij 1     | 52° 7' 38" NB, 5° 4' 23" OL | 519616 | Slot Zuylen, kademuur                                         |
| Slot Zuylen, poortgebouw                                                                    | Bijgebouwen kastelen enz. | 1530 circa                            | mogelijk Rombout II Keldermans, qua interieur een meubilairontwerp van Gerrit Rietveld | Tournooiveld bij 1     | 52° 7' 38" NB, 5° 4' 23" OL | 519617 | Slot Zuylen, poortgebouw                                      |
| Slot Zuylen, hoektoren                                                                      | Bijgebouwen kastelen enz. | 17e eeuw                              |                                                                                        | Tournooiveld bij 1     | 52° 7' 38" NB, 5° 4' 23" OL | 519618 | Slot Zuylen, hoektoren                                        |
| Slot Zuylen, koetshuis                                                                      | Bijgebouwen kastelen enz. |                                       |                                                                                        | Tournooiveld 2         | 52° 7' 38" NB, 5° 4' 23" OL | 519619 | Slot Zuylen, koetshuis                                        |
| Slot Zuylen, tuinmanswoning                                                                 | Bijgebouwen kastelen enz. | 1650-1750                             |                                                                                        | Tournooiveld 3         | 52° 7' 38" NB, 5° 4' 23" OL | 519620 | Slot Zuylen, tuinmanswoning                                   |
| Slot Zuylen, speelhuisje "Engelenhof"                                                       | Bijgebouwen kastelen enz. | 1910-1920                             |                                                                                        | Tournooiveld bij 1     | 52° 7' 38" NB, 5° 4' 23" OL | 519621 | Slot Zuylen, speelhuisje "Engelenhof"                         |
| Slot Zuylen, moestuin                                                                       | Tuin, park en plantsoen   |                                       |                                                                                        | Tournooiveld bij 1     | 52° 7' 37" NB, 5° 4' 24" OL | 519622 | Slot Zuylen, moestuin                                         |
| Slot Zuylen, houtopslagschuur                                                               | Bijgebouwen kastelen enz. |                                       |                                                                                        | Tournooiveld bij 1     | 52° 7' 38" NB, 5° 4' 23" OL | 519623 | Slot Zuylen, houtopslagschuur                                 |
| Slot Zuylen, slotboerderij                                                                  | Bijgebouwen kastelen enz. | 1862                                  |                                                                                        | Slotlaan 1             | 52° 7' 37" NB, 5° 4' 28" OL | 519624 | Slot Zuylen, slotboerderij                                    |
| Slot Zuylen, wagenschuur                                                                    | Bijgebouwen kastelen enz. | 1863                                  |                                                                                        | Slotlaan 2-4           | 52° 7' 37" NB, 5° 4' 28" OL | 519625 | Slot Zuylen, wagenschuur                                      |
| Slot Zuylen, slangenmuur die eindigt in een als bolwerk met schietspleten uitgevoerde folly | Tuin, park en plantsoen   | 1731-1742                             |                                                                                        | Tournooiveld bij 1     | 52° 7' 37" NB, 5° 4' 24" OL | 519626 | Meer afbeeldingen                                             |
| Slot Zuylen, hek                                                                            | Tuin, park en plantsoen   |                                       |                                                                                        | Tournooiveld bij 1     | 52° 7' 37" NB, 5° 4' 24" OL | 519627 | Slot Zuylen, hek                                              |
| Slot Zuylen, duiker                                                                         | Tuin, park en plantsoen   |                                       |                                                                                        | Tournooiveld bij 1     | 52° 7' 37" NB, 5° 4' 24" OL | 519628 | Slot Zuylen, duiker                                           |
| Klein Zuylenburg                                                                            | Woonhuis                  | 1860                                  |                                                                                        | Dorpsstraat 1          | 52° 7' 40" NB, 5° 4' 11" OL | 524866 | Meer afbeeldingen                                             |
| Voormalig gemeentehuis Zuilen                                                               | Bestuursgebouw en onderdl | 1896                                  | Albert Nijland                                                                         | Dorpsstraat 3          | 52° 7' 40" NB, 5° 4' 11" OL | 524867 | Meer afbeeldingen                                             |
| Koningin Emmaschool                                                                         | Onderwijs en wetenschap   | 1887                                  | Albert Nijland                                                                         | Zuilenselaan 4         | 52° 7' 39" NB, 5° 4' 9" OL  | 524868 | Koningin Emmaschool                                           |
| Koetshuis met stal en woning, oorspronkelijk horend bij nr.12                               | Opslag                    | 1858-1859                             | N.J. Kamperdijk                                                                        | Dorpsstraat 14         | 52° 7' 38" NB, 5° 4' 16" OL | 524871 | Koetshuis met stal en woning, oorspronkelijk horend bij nr.12 |